# Jolarpet
Jolarpet là một thị xã panchayat của quận Vellore thuộc bang Tamil Nadu, Ấn Độ.

## Nhân khẩu
Theo điều tra dân số năm 2001 của Ấn Độ, Jolarpet có dân số 35.477 người. Phái nam chiếm 50% tổng số dân và phái nữ chiếm 50%. Jolarpet có tỷ lệ 69% biết đọc biết viết, cao hơn tỷ lệ trung bình toàn quốc là 59,5%: tỷ lệ cho phái nam là 78%, và tỷ lệ cho phái nữ là 60%. Tại Jolarpet, 11% dân số nhỏ hơn 6 tuổi.